# Парк Риџ (Илиноис)
Парк Риџ (енгл. Park Ridge) град је у америчкој савезној држави Илиноис. По попису становништва из 2020. у њему је живело 39.656 становника.

## Демографија
Према попису становништва из 2010. у граду је живело 37.480 становника, што је 295 (0,8%) становника мање него 2000. године.
| Група             | 2000.          | 2010.          |
| Белци             | 35.307 (93,5%) | 33.744 (90,0%) |
| Афроамериканци    | 90 (0,2%)      | 178 (0,5%)     |
| Азијати           | 1.004 (2,7%)   | 1.402 (3,7%)   |
| Хиспаноамериканци | 1.113 (2,9%)   | 1.774 (4,7%)   |
| Укупно            | 37.775         | 37.480         |